# U-520
U-520 — большая океанская немецкая подводная лодка типа IX-C, времён Второй мировой войны.
Заказ на постройку лодки был отдан судостроительной компании «Дойче Верке» в Гамбурге 14 февраля 1940 года. Лодка была заложена 1 июля 1941 года под строительным номером 335, спущена на воду 2 марта 1942 года, 19 мая 1942 года под командованием капитан-лейтенанта Фолькмара Шварцкопфа вошла в состав учебной 4-й флотилии. 1 октября 1942 года вошла в состав 2-й флотилии.
Лодка совершила 1 боевой поход, успехов не достигла.
30 октября 1942 года потоплена в северной Атлантике, к востоку от Ньюфаундленда в районе с координатами 47°47′ с. ш. 49°50′ з. д. глубинными бомбами с канадского самолёта типа «Дигби». Все 53 члена экипажа погибли.